# アレクサンドレ・ジャヴァヒシヴィリ (考古学者)
アレクサンドレ・イヴァネス・ゼ・ジャヴァヒシヴィリ（グルジア語: ალექსანდრე ივანეს ძე ჯავახიშვილი、グルジア語ラテン翻字: Aleksandre Ivanes dze Javakhishvili、1917年8月31日 ‐ 1997年）は、ジョージアの考古学者、美術著述家、歴史学者。

## 経歴
1917年に現ジョージアのホヴレ村（現在のカスピ地区）に生まれる。1976年に博士号を取得。1993年よりジョージア国立科学アカデミー会員。